# Медаль Джона Фрица
Медаль Джона Фрица (англ. John Fritz Medal) — научная награда Американской ассоциации инженерных обществ. Вручается ежегодно с 1902 года за выдающиеся достижения в науке или промышленности в любой области теоретической или прикладной науки. Учреждена в честь восьмидесятилетия Джона Фрица. Награда включает в себя золотую медаль и сертификат. Дизайн медали разработал Виктор Бреннер.

## Лауреаты
- 1902: Джон Фриц
- 1903: Награждения не было
- 1904: Награждения не было
- 1905: Уильям Томсон (лорд Кельвин)
- 1906: Джордж Вестингауз
- 1907: Александр Грейам Белл
- 1908: Томас Алва Эдисон
- 1909: Charles Talbot Porter[англ.]
- 1910: Alfred Noble[англ.]
- 1911: Уильям Генри Уайт
- 1912: Robert Woolston Hunt[англ.]
- 1913: Награждения не было
- 1914: John Edson Sweet[англ.]
- 1915: Джеймс Дуглас[англ.]
- 1916: Элиу Томсон
- 1917: Henry Marion Howe[англ.]
- 1918: J. Waldo Smith[англ.]
- 1919: George Washington Goethals[англ.]
- 1920: Орвилл Райт
- 1921: Роберт Аббот Хедфилд
- 1922: Charles P. E. Schneider[англ.]
- 1923:  Гульельмо Маркони
- 1924: Ambrose Swasey[англ.]
- 1925: Джон Фрэнк Стивенс
- 1926: Edward Dean Adams[англ.]
- 1927: Элмер Сперри[3]
- 1928: Джон Карти[англ.]
- 1929: Герберт Гувер
- 1930: Ральф Моджески[англ.]
- 1931: David W. Taylor[англ.]
- 1932: Михаил Пупин
- 1933: Daniel C. Jackling[англ.]
- 1934: John Ripley Freeman[англ.]
- 1935: Фрэнк Джулиан Спрейг
- 1936: Уильям Фредерик Дюранд
- 1937: Arthur Newell Talbot[англ.]
- 1938: Paul Dyer Merica[англ.]
- 1939: Frank B. Jewett[англ.]
- 1940: Clarence Floyd Hirshfeld[англ.]
- 1941: Ralph Budd[англ.]
- 1942: Everette Lee DeGolyer[англ.]
- 1943: Уиллис Уитни
- 1944: Чарльз Кеттеринг
- 1945: John L. Savage[англ.]
- 1946: Zay Jeffries[англ.]
- 1947: Lewis Warrington Chubb[англ.]
- 1948: Теодор фон Карман
- 1949: Charles M. Allen
- 1950: Walter H. Aldridge
- 1951: Вэнивар Буш
- 1952: Ervin G. Bailey[англ.]
- 1953: Benjamin Franklin Fairless[англ.]
- 1954: William Embry Wrather[англ.]
- 1955: Harry Alonzo Winne
- 1956: Филипп Спорн[англ.]
- 1957: Ben Moreell[англ.]*
- 1958: John R. Suman
- 1959: Mervin Kelly[англ.]
- 1960: Gwilyn A. Price
- 1961: Stephen D. Bechtel[англ.]
- 1962: Crawford H. Greenewalt[англ.]
- 1963: Hugh L. Dryden[англ.]
- 1964: Люсиус Клей
- 1965: Frederick Kappel[англ.]
- 1966: Уоррен Льюис[англ.]
- 1967: Уокер Цислер[англ.]
- 1968: Игорь Иванович Сикорский
- 1969: Michael Lawrence Haider[англ.]
- 1970: Glenn B. Warren[англ.]
- 1971: Patrick E. Haggerty[англ.]
- 1972: William Webster
- 1973: Lyman Wilber
- 1974: H. I. Romnes
- 1975: Мэнсон Бенедикт
- 1976: Thomas O. Paine[англ.]
- 1977: George R. Brown[англ.]
- 1978: Robert G. Heitz
- 1979: Натан Мортимор Ньюмарк[англ.]
- 1980: T. Louis Austin, Jr.
- 1981: Ian MacGregor[англ.]
- 1982: Дэвид Паккард
- 1983: Клод Шеннон
- 1984: Kenneth A. Roe
- 1985: Друкер, Даниэль
- 1986: Simon Ramo[англ.]
- 1987: Ральф Ландау[англ.]
- 1988: Ralph B. Beck
- 1989: Роберт Нойс
- 1990: Gordon A. Cain
- 1991: Hunter Rouse[англ.]
- 1992: Serge Gratch[4]
- 1993: Гордон Мур
- 1994: Hoyt C. Hottel[англ.]
- 1995: Lynn S. Beedle[англ.]
- 1996: Джордж Хадзопулос
- 1997: Arthur E. Humphrey[англ.]
- 1998: Ivan A. Getting[англ.]
- 1999: Джордж Хейлмейер
- 2000: John W. Fisher
- 2001: Пол Чу[англ.]
- 2002: Даниэль Голдин
- 2003: Роберт Лэнджер
- 2004: John A. Swanson[англ.]
- 2005: George Tamaro
- 2006: Награждения не было
- 2007: Gavriel Salvendy[англ.]
- 2008: Kristina M. Johnson[англ.]
- 2009: Yvonne Brill[англ.]
- 2010: Gerald J. Posakony
- 2011: Эндрю Витерби
- 2012: Leslie E. Robertson[англ.]
- 2013: Грегори Стефанопулос
- 2014: Джулия Вертман
- 2015: Jon D. Magnusson
- 2016: H. Vincent Poor[англ.]
- 2017: Frank Kreith[порт.]